# Боян Ставрев
Боян Наков Ставрев е български офицер, бригаден генерал.

## Биография
Боян Ставрев е роден през 1958 г. в трънското село Лева река. През 1980 г. завършва випуск „Асеновски – 1980“ на Висшето народно военно училище „Васил Левски“ във Велико Търново с профил „Мотострелкови“, а през 1989 г. и Командно-щабния факултет на Военната академия в София. Първоначално е командир на взвод, а след това и на рота. Бил е командир на Отделен мотострелкови батальон на девета танкова бригада в Горна Баня. Известно време е помощник-началник на отдел в Канцеларията на началника на ГЩ на Българската армия. От 2002 до 2008 г. е заместник-командир на Националната гвардейска част. През 2006 г. завършва курс „Стратегическо ръководство на отбраната и Въоръжените сили“ във Военната академия. От 1 юни 2008 командва Националната гвардейска част.
С указ № 234 от 1 октомври 2014 г. е назначен на длъжността командир на Националната гвардейска част и удостоен с висше офицерско звание бригаден генерал, считано от 1 октомври 2014 г. С указ от 5 декември 2016 г. бригаден генерал Боян Ставрев е освободен от длъжността командир на Националната гвардейска част и от военна служба, считано от 12 декември 2016 г.
На 23 декември 2016 г. бригаден генерал Боян Ставрев е награден с орден „За военна заслуга“ за особения му принос за развитието на Българската армия.
Почетен гражданин на град Трън от 2016 г.

## Награди
- награден знак „За вярна служба под знамената“ – І и ІІ степен;
- награден знак за принос към МО;
- кортик и плакет от Президента на Република България;
- гладкоцевно ловно оръжие от Министъра на отбраната;
- парична награда от Министъра на отбраната;
- Орден „За военни заслуги“ първа степен (23 декември 2016)